# Gevangenis van Aarlen
De gevangenis in de Belgische stad Aarlen is sinds 1867 in gebruik. Ze is aan de Rue Léon Castilhon gelegen en biedt plaats aan 111 gedetineerden.

## Geschiedenis
De gevangenis van Aarlen is een van de oudste gevangenissen van België. Ze is sinds 1867 in gebruik als arresthuis en strafhuis. Ze had tot 1975 ook een vrouwenafdeling. Sinds 1980 zijn onder meer de celvleugels en gevels gerenoveerd en een sportzaal, een wandelplaats en werkplaatsen aangebracht en een magazijn en een wasserij in de kelder ingericht. In 1998 werd de theaterzaal tot zes lokalen voor de beroepsopleiding van de gedetineerden omgevormd en een jaar later jaar werd aan de ingang een toegangscontrolesysteem geïnstalleerd. Ook in 2022 werden renovatiewerken aan de gevangenis voltooid.